# Kohesion (kemi)

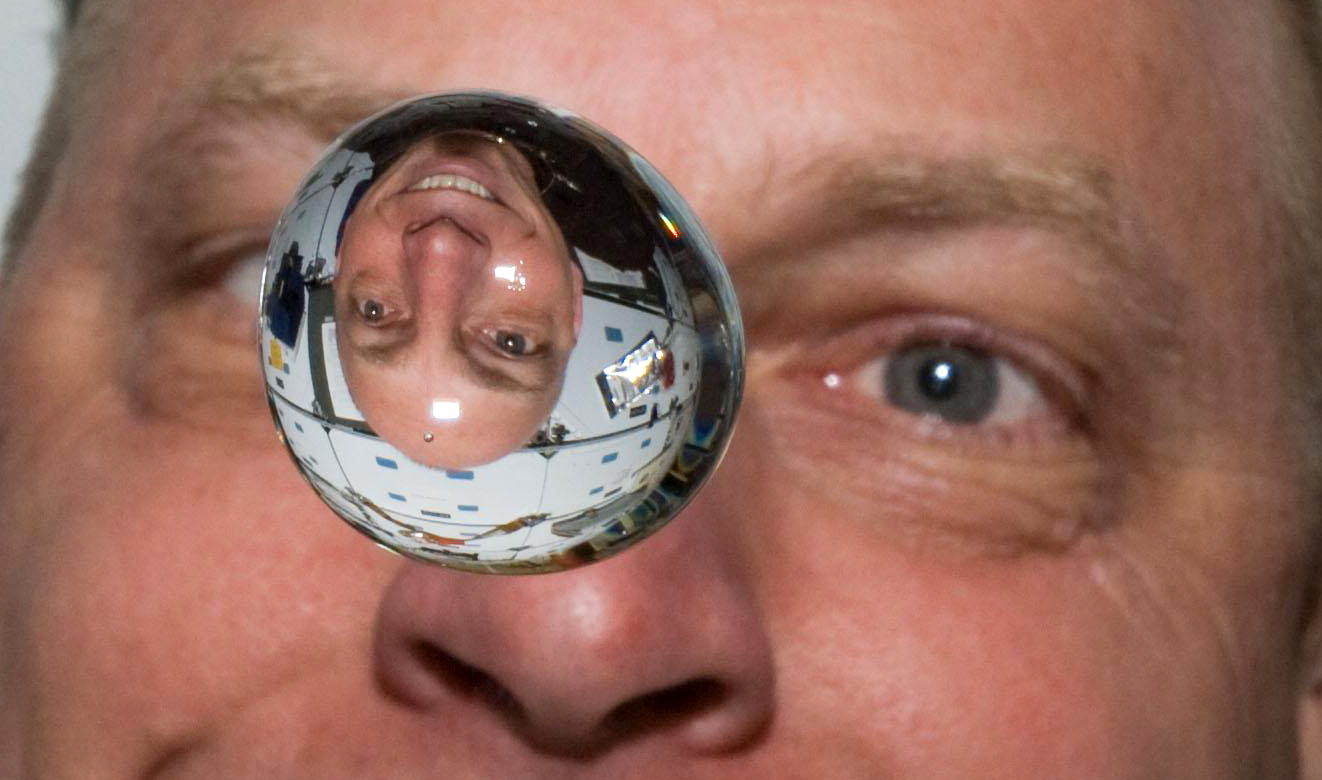
En vattendroppe i tyngdlöshet håller ihop, vilket visar på vattnets kohesion. (Den sfäriska formen beror på ytspänningen.)

Kohesion (av latinets co-, tillsammans, och hærere, hänga vid) är den kraft som gör att ett materials eller en och samma kropps molekyler håller ihop och är ömsesidigt attraktiva. Det är en inneboende egenskap hos ett ämne som orsakas av formen och strukturen på dess molekyler, vilket gör fördelningen av omgivande elektroner oregelbunden när molekyler kommer nära varandra, vilket skapar elektrisk attraktion som kan upprätthålla en mikroskopisk struktur som en vattendroppe. Kohesion möjliggör ytspänning, vilket skapar ett "fast-liknande" tillstånd på vilket lätta material eller lågdensitetsmaterial kan placeras.

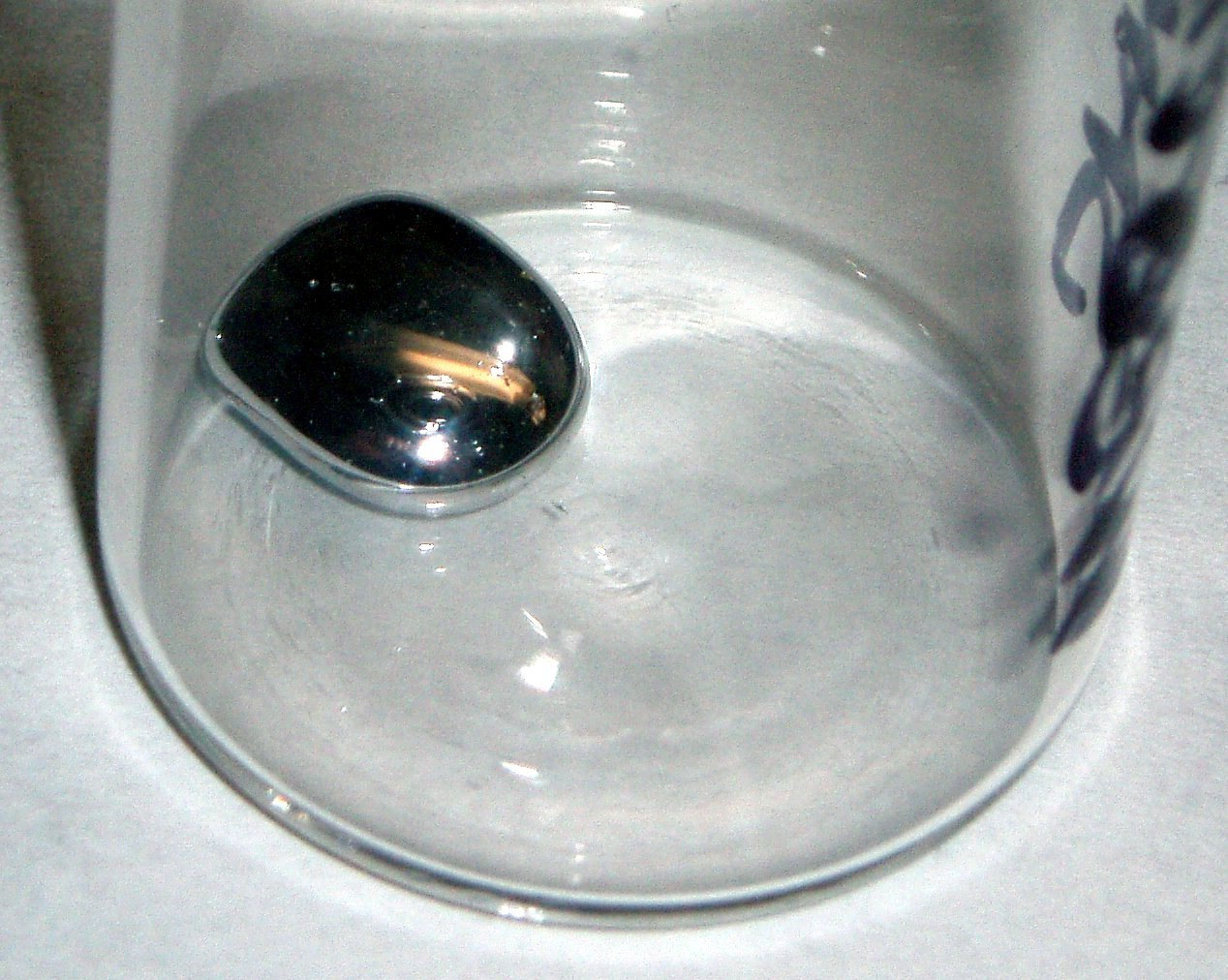
Kvicksilver visar mer kohesion än adhesion med glas

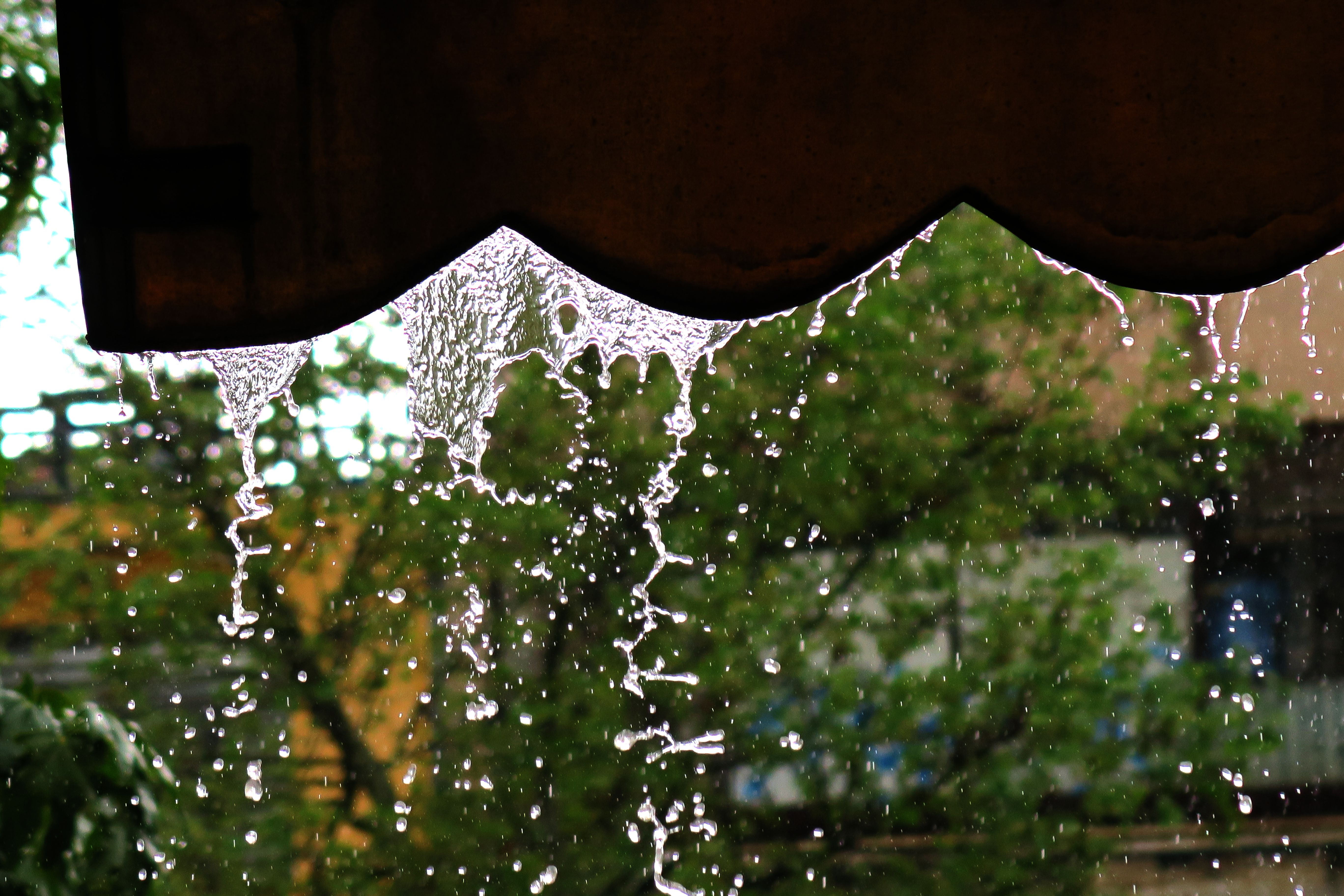
Regnvattenflöde från ett tak. Bland de krafter som styr droppbildning finns kohesion, ytspänning, Van der Waals-kraft, Plateau–Rayleigh-instabilitet

Vatten är till exempel starkt sammanhängande eftersom varje molekyl kan göra fyra vätebindningar till andra vattenmolekyler i en tetraedrisk konfiguration. Detta resulterar i en relativt stark Coulombkraft mellan molekyler. Enkelt uttryckt gör vattenmolekylernas polaritet (ett tillstånd där en molekyl är motsatt laddad på sina poler) att de attraheras till varandra. Polariteten beror på elektronegativiteten hos syreatomen: syre är mer elektronegativt än väteatomerna, så elektronerna de delar genom de kovalenta bindningarna är oftare nära syre snarare än väte. Dessa kallas polära kovalenta bindningar, kovalenta bindningar mellan atomer som därmed blir motsatt laddade. När det gäller en vattenmolekyl bär väteatomerna positiva laddningar medan syreatomen har en negativ laddning. Denna laddningspolarisering inuti molekylen gör att den kan anpassa sig till intilliggande molekyler genom stark intermolekylär vätebindning, vilket gör bulkvätskan sammanhängande. Van der Waals-gaser som metan har dock svag kohesion endast på grund av van der Waals-krafter som verkar genom inducerad polaritet i opolära molekyler.
Kohesion, tillsammans med adhesion (attraktion mellan till skillnad från molekyler), hjälper till att förklara fenomen som menisk, ytspänning och kapillärverkan.
Kvicksilver i en glaskolv är ett bra exempel på effekterna av förhållandet mellan kohesiva och adhesiva krafter. På grund av dess höga sammanhållning och låga vidhäftning till glaset sprids inte kvicksilver ut för att täcka botten av kolven, och om tillräckligt mycket placeras i kolven för att täcka botten, uppvisar det en starkt konvex menisk, medan menisken av vatten är konkav. Kvicksilver kommer inte att blöta glaset, till skillnad från vatten och många andra vätskor, och om glaset tippas kommer det att "rulla" runt inuti kolven.